# Nossebro
Nossebro er den største by og administrationssæde i Essunga kommune, Västergötland, i Sverige. Byen har 1.774 indbyggere (2005).
Sidste onsdag i hver måned, undtagen i december, afholdes et stort marked i Nossebro, hvor udbuddet er stort inden for tøj, sko, blomster, slik og hemslöjd, som dækker husflid og kunsthåndværk.
På torvet ved siden af ICA AB-butikken kan man beskue verdens største fungerende saks, som blev brugt ved indvielsen af Storgatan i byen.